# Margaret Hassan
Margaret Hassan (18 avril 1945 - novembre 2004), directrice du bureau irakien de l'association humanitaire « Care International » depuis 1992, enlevée le 19 octobre 2004 à Bagdad, fut assassinée vers le 14 novembre 2004, à l'âge de 59 ans. 

## Biographie
Née à Dublin en avril 1945, fille de Peter et de Mary Fitzsimmons, elle fut élevée en Grande-Bretagne. À l'âge de 17 ans elle épousa, Tahsine Ali Hassan, économiste irakien qu'elle avait rencontré pour la première fois dans un camp de réfugiés palestiniens au Liban, mais résidant à Londres.
Les Hassan partirent s'établir en Irak en 1972. Quelques années plus tard, en 1980, après avoir appris l'arabe et s'être convertie à l'Islam, Margaret Hassan prit la nationalité irakienne, tout en conservant les nationalités irlandaise et britannique.
Elle enseigna l'anglais, de 1972 à 1991, dans la « succursale » irakienne du British Council (équivalent britannique de l'Alliance française), avant de prendre la tête, en 1991, du bureau irakien de l'organisation Care International, fonction qu'elle occupa jusqu'à son enlèvement en octobre 2004.
Comme dans le cas de plusieurs otages occidentaux enlevés et assassinés avant elle, une vidéo mettant cruellement en scène l'assassinat a été réalisée par les ravisseurs et transmise à la chaîne de télévision pan-arabe Al Jazeera qui l'a diffusée sur son antenne le 16 novembre 2004. Plusieurs membres de la famille de Margaret Hassan, résidant à Londres, ont eux-mêmes visionné l'enregistrement et indiqué dans un communiqué qu'ils pensaient que la femme assassinée dans ce film était bel et bien leur parente. Un beau-frère irakien de la défunte, ayant également vu le film, s'est refusé à authentifier formellement la victime, tout en laissant penser qu'il considérait sa belle-sœur comme morte.
À la différence de précédentes vidéos montrant des assassinats d'otages occidentaux, celui-ci ne montre pas une décapitation lente et cruelle pratiquée à l'aide d'un couteau de boucherie, mais un « simple » meurtre commis à l'aide d'une arme à feu par un assassin cagoulé.
Le corps mutilé découvert le 15 novembre 2004 dans une rue de Bagdad ne semble pas être celui de Margaret Hassan. Une autre otage bi-nationale, Teresa Borcz Khalifa, polonaise devenue irakienne, elle aussi enlevée quelques semaines auparavant fut libérée le 20 novembre 2004 par ses ravisseurs (source BBC).
Le corps de Margaret Hassan, si son assassinat est avéré, n'a pas encore été retrouvé.